# 423-й истребительный авиационный полк ПВО (6-го иак ПВО)
423-й истребительный авиационный полк (423-й иап) — воинская часть истребительной авиации, принимавшая участие в боевых действиях Великой Отечественной войны.

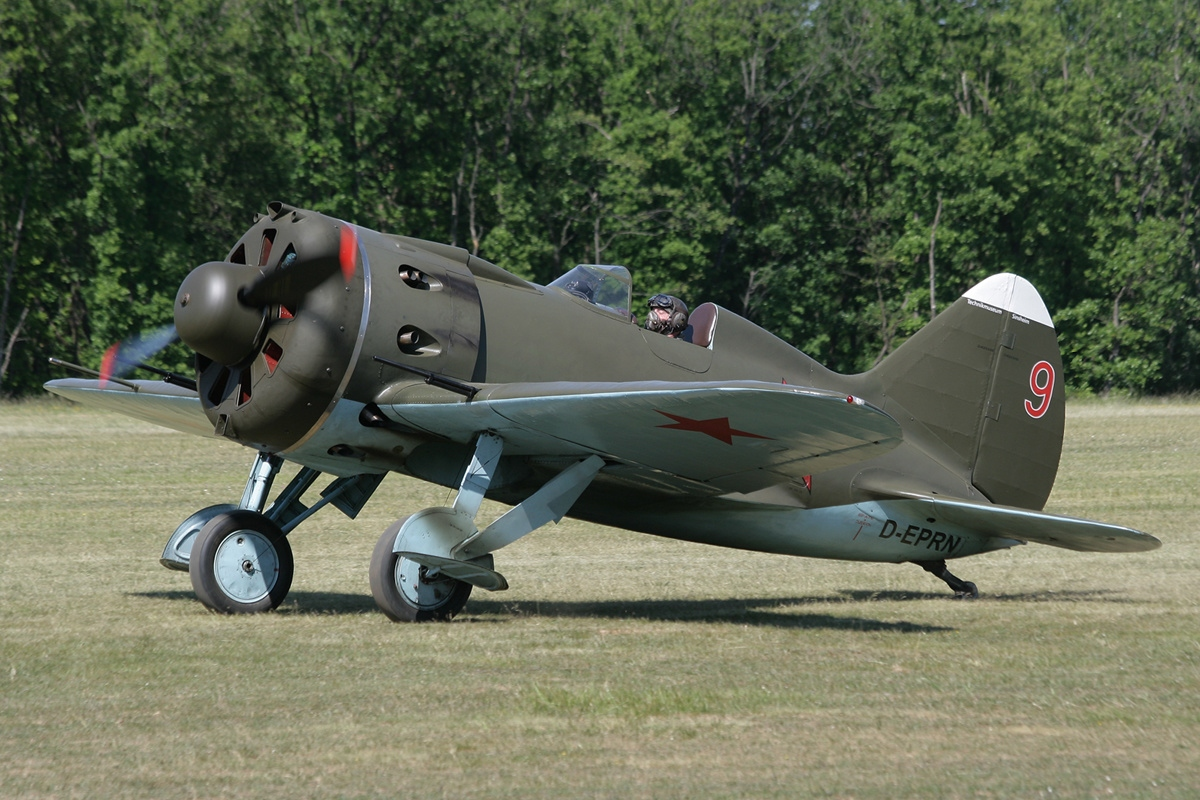
Самолёт И-16. Такими самолётами полк был вооружён при формировании.

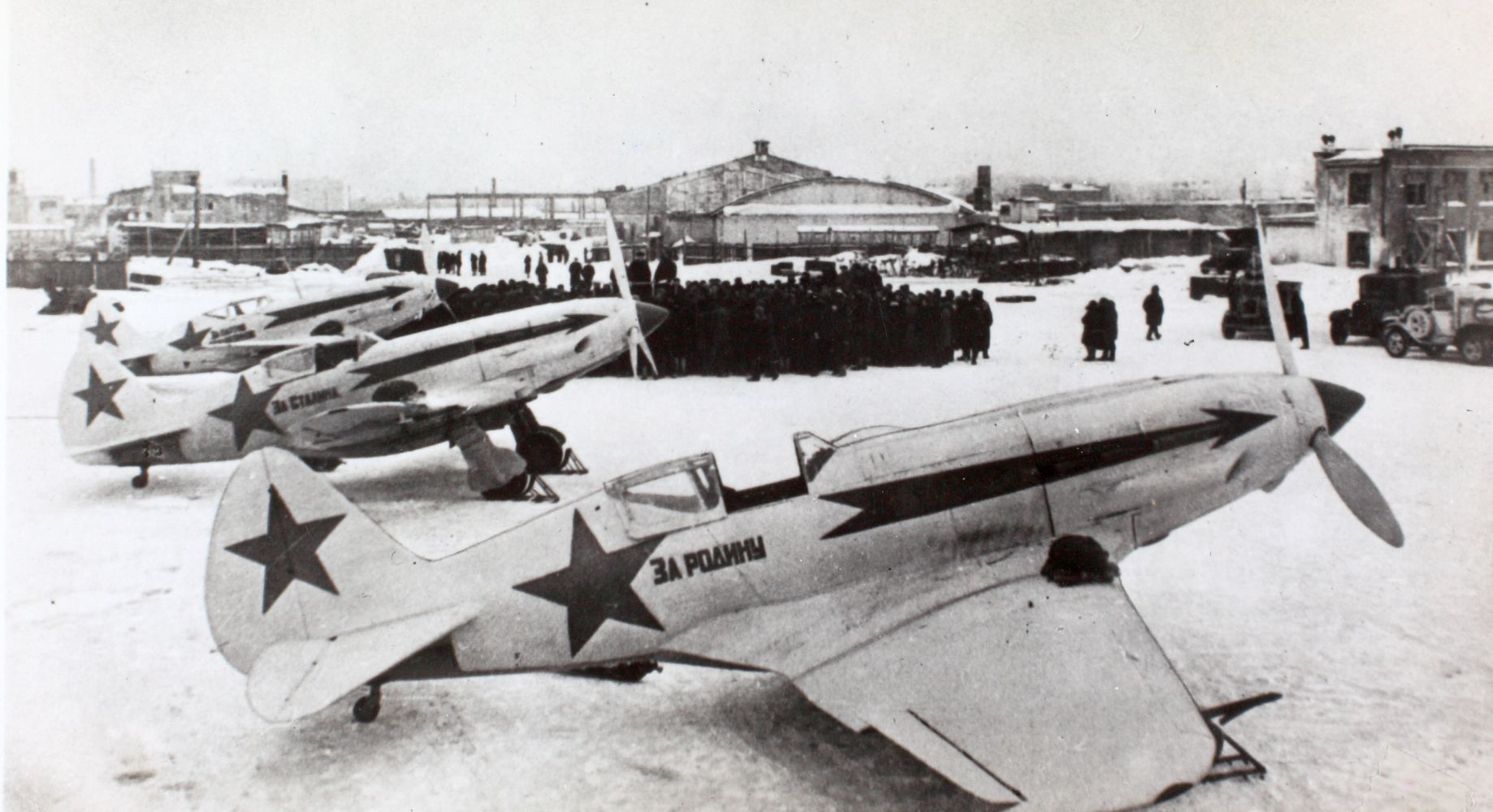
Самолёт МиГ-3 в зимнем камуфляже. На таких МиГ-3 полк формировался в 1941 году.

## Наименования полка
- 423-й истребительный авиационный полк[1][2];
- 787-й истребительный авиационный полк[1][2];
- 787-й истребительный авиационный полк ПВО[1][2];
- 787-й истребительный авиационный полк[1][2];
- Войсковая часть (полевая почта) 35685[1][2].

## История и боевой путь полка
423-й истребительный авиационный полк сформирован в 6-м истребительном авиакорпусе ПВО в период с 20 июля по 1 сентября 1941 года на аэродроме Мясново (ныне посёлок в городе Тула) по штату 015/134 приказом командира 6-го иак ПВО № 0062 от 20.07.1941 г. на основе:
- отдельной истребительной авиационной эскадрильи капитана Фадеева на И-16 (прибыла из Калинина);
- авиационной эскадрильи капитана Ратникова из 124-го истребительного авиационного полка на МиГ-3;
- истребительной авиационной эскадрильи старшего политрука Семергина на И-16, прибывшей из Учебно-тренировочного центра (УТЦ)[1].

С 1 сентября 1941 года 423-й истребительный авиационный полк в составе 6-го иак ПВО Московской зоны ПВО вступил в боевые действия против фашистской Германии и её союзников на самолётах И-16 и МиГ-3. Осуществлял прикрытие города и военных объектов Москвы с воздуха, помимо выполнения задач ПВО вылетал на прикрытие своих войск, штурмовку войск противника, действуя в интересах командования наземных фронтов.
Первая известная воздушная победа полка в Отечественной войне одержана 10 сентября 1941 года: старший политрук Семергин, пилотируя И-16, в паре с лётчиком 124-го истребительного авиационного полка младшим лейтенантом Заниным на МиГ-3 в воздушном бою в районе города Тула сбил немецкий бомбардировщик Ju-88.
3 марта 1942 года 423-й истребительный авиационный полк переименован в 787-й истребительный авиационный полк.
Всего в составе действующей армии полк находился: с 20 июля 1941 года по 3 марта 1942 года.

## Командир полка
- майор Сидоров Андрей Ефимович[1], 20.07.1941 — 04.11.1941
- майор, подполковник Майковский Степан Степанович[1], 04.11.1941 — 10.1943